# 1637 en arts plastiques
| Années des arts plastiques : 1634 - 1635 - 1636 - 1637 - 1638 - 1639 - 1640    |
| Décennies des arts plastiques : 1600 - 1610 - 1620 - 1630 - 1640 - 1650 - 1660 |

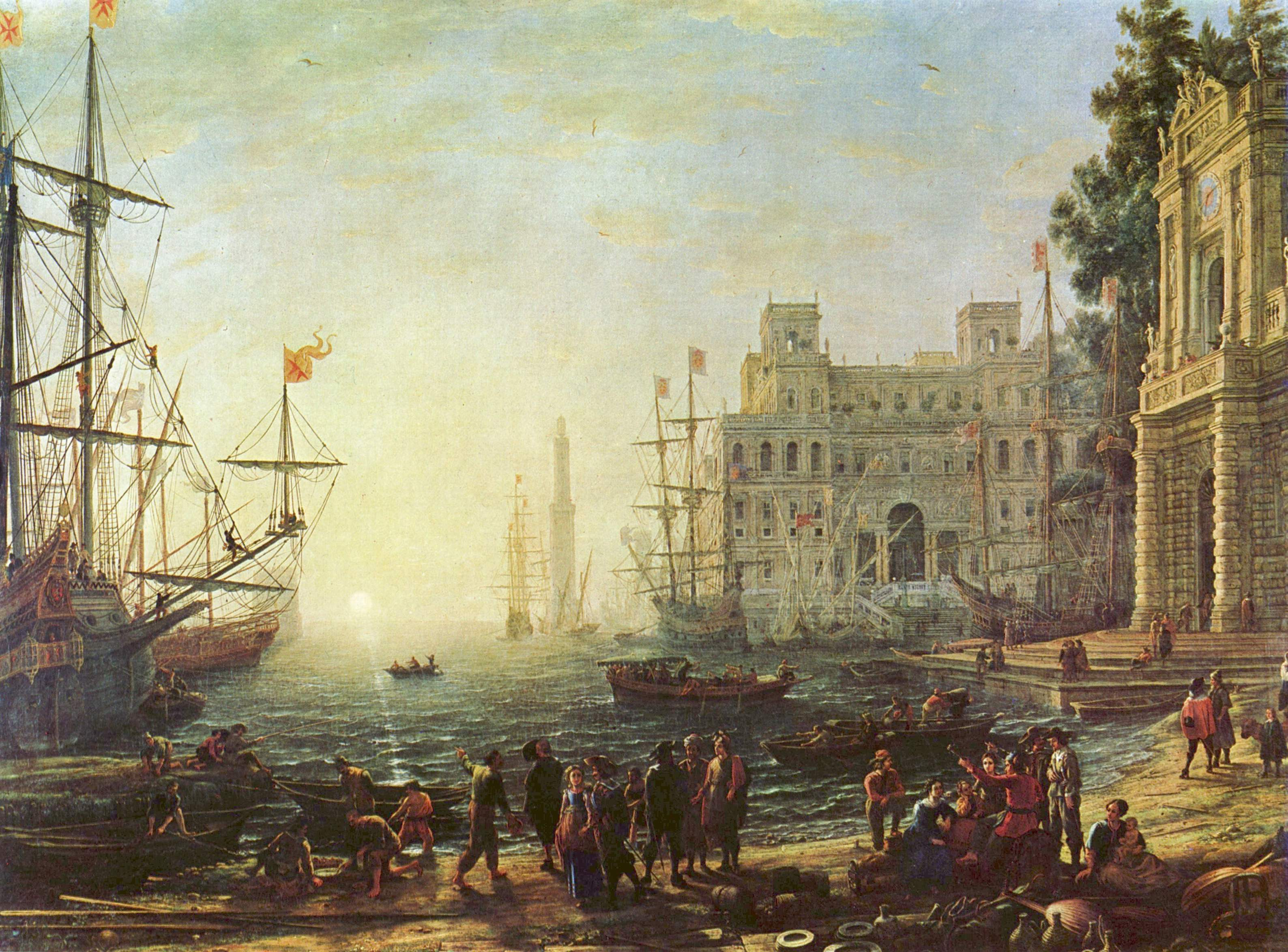
Port de mer avec la villa Médicis, de Claude Lorrain.

Cette page concerne l'année 1637 en arts plastiques.

## Œuvres
- L'Archange Raphaël quittant la famille de Tobie, tableau de Rembrandt.
- 1637-1638 : L'Enlèvement des Sabines (version du musée du Louvre) par Nicolas Poussin.
- Les Cinq Enfants de Charles Ier par Antoine van Dyck

## Naissances
- 5 mars : Jan van der Heyden, peintre baroque, dessinateur, graveur, mennonite et inventeur néerlandais († 28 mars 1712),
- 19 avril : Mateo Cerezo, peintre et dessinateur de sujets religieux espagnol († 29 juin 1666),
- 19 mai : Giovanni Moneri, peintre baroque italien († 1714),
- 29 septembre : Michelangelo Palloni, peintre baroque italien († 1712),
- ? :
  - Niccolò Berrettoni, peintre baroque italien († 1682),
  - Sigismondo Caula, peintre baroque italien († 1724),
  - Andrea Celesti, peintre baroque italien de l'école vénitienne († 1712),
  - Pieter Mulier le Jeune,  peintre de marine néerlandais († 29 juin 1701),
- Vers 1637 :
- Abraham Begeyn, peintre néerlandais († 11 juin 1697).

## Décès
- 3 janvier : Daniel Rabel, peintre, graveur, miniaturiste, décorateur et botaniste français (° 1578),
- 27 février : Hon'ami Kōetsu, calligraphe, peintre, céramiste et décorateur japonais (° 1558),
- 6 mars : Crispin de Passe l'Ancien, dessinateur, graveur, illustrateur, imprimeur et éditeur néerlandais (° 1564),
- 10 mars : Donato Mascagni, religieux, sculpteur et peintre italien (° 1579),
- 24 mars : Thomas Boudin, sculpteur français (° 1570),
- 27 mars : Lucas Kilian, graveur allemand (° 1579),
- ? mai : Vespasiano Genuino, sculpteur sur bois et graveur italien (° 25 septembre 1552),
- ? juillet : Pompeo Ferrucci, sculpteur italien (° 1565),
- 26 octobre : Horace Le Blanc, peintre français (° vers 1575),
- ? :
  - Giovanni Battista Castello (il Genovese), peintre miniaturiste italien (° 1547),
  - Pieter Cornelisz van Rijck, peintre néerlandais (° 1567).